# FAQ
FAQ (eller Frequently Asked Questions) är en samling ofta ställda frågor och deras svar. Några svenskspråkiga webbplatser har valt att använda benämningen spoff som är en akronym av ”svar på ofta förekommande frågor”. En annan, och mycket vanligare, försvenskad variant av uttrycket är "Frågor och svar", att frågorna sedan är ofta förekommande är vanligtvis underförstått.
FAQ är en akronym och kan uttalas "fak," "faks," "facts," eller "F.A.Q.". Termen kan användas till en eller flera svar på ofta förekommande frågor.
Fenomenet FAQ uppstod på Usenet för att minska mängden enkla frågor och motverka att samma fråga ställs om och om igen i diskussionsgrupperna.
FAQ är även namnet på en bok skriven av komikern Magnus Betnér.